# Garden (Michigan)
Garden is een plaats (village) in de Amerikaanse staat Michigan, en valt bestuurlijk gezien onder Delta County.

## Demografie
Bij de volkstelling in 2000 werd het aantal inwoners vastgesteld op 240.
In 2006 is het aantal inwoners door het United States Census Bureau geschat op 229, een daling van 11 (-4.6%).

## Geografie
Volgens het United States Census Bureau beslaat de plaats een oppervlakte van
2,6 km², waarvan 2,2 km² land en 0,4 km² water. Garden ligt op ongeveer 180 m boven zeeniveau.

## Plaatsen in de nabije omgeving
De onderstaande figuur toont nabijgelegen plaatsen in een straal van 68 km rond Garden.